# Liste der Stolpersteine in Hamburg-Bergstedt
Die Liste der Stolpersteine in Hamburg-Bergstedt enthält alle Stolpersteine, die im Rahmen des gleichnamigen Kunst-Projekts von Gunter Demnig in Hamburg-Bergstedt verlegt wurden. Mit ihnen soll Opfern des Nationalsozialismus gedacht werden, die in Hamburg-Bergstedt lebten und wirkten.
Diese Seite ist Teil der Liste der Stolpersteine in Hamburg, da diese mit insgesamt 7139 (Stand: März 2025) Steinen zu groß würde und deshalb je Stadtteil, in dem Steine verlegt wurden, eine eigene Seite angelegt wurde.
| Adresse          | Person(en)    | Inschrift | Bilder                         | Anmerkung                            |
| ---------------- | ------------- | --- | ------------------------------ | ------------------------------------ |
| Baben de Möhl ·  | Carl Schrader | Hier wohnte Carl Schrader Jg. 1907 im Widerstand / SPD verhaftet 24.8.1935 KZ Fuhlsbüttel entlassen 28.8.1938 | Stolperstein für Carl Schrader | Eintrag auf stolpersteine-hamburg.de |
| Kastanienweg 5 · | Carl Sievers  | Hier wohnte Carl Sievers Jg. 1921 eingewiesen 1943 ‚Heilanstalt‘ Meseritz-Obrawalde ermordet 17.8.1944        | Stolperstein für Carl Sievers  | Eintrag auf stolpersteine-hamburg.de |